# باول تشب
باول تشب (بالإنجليزية: Paul Chubb)‏ هو ممثل أسترالي، ولد في 14 يناير 1949 في Arncliffe, New South Wales ‏ في أستراليا، وتوفي في 9 يونيو 2002 في نيوكاسل في أستراليا.

## وصلات خارجية
- باول تشب على موقع IMDb (الإنجليزية)
- باول تشب على موقع قاعدة بيانات الفيلم (الإنجليزية)